# Bögözi Kádár János
Bögözi Kádár János (Brassó, 1939. augusztus 18. – Budapest, 2011. május 7.) erdélyi magyar költő, prózaíró.

## Életútja
Mindössze egyéves volt, amikor apját a gyárból elbocsátották, s a család Kolozsvárra került. Költészetét, lírai prózáját döntően meghatározó gyermekkora az Alverna környékéhez kötötte; a természetközelség és az emberi kapcsolatok őszintesége, közvetlensége formálták látását. A kolozsvári Ady–Șincai Középiskolában érettségizett (1956). A vakációk emléke Székelyudvarhelyhez fűzte, apja városához. Egyetemre kerülése előtt a bőrgyárban rakodómunkásként dolgozott. Itt szerzett betegsége vissza-visszatérően beleszólt életébe és költészetébe. 1963-ban a Babeș–Bolyai Tudományegyetemen kapott román nyelv- és irodalomtanári diplomát. 1963 és 1968 között a mezőségi Visán tanított; ezeknek a nehéz éveknek, a városról falura kerülő fiatal értelmiségieknek, ingázóknak és letelepedőknek szigorú realizmussal és érzékeny lírával megírt kisregénye a Fénycsíkok nyomában (1967).
Az Igazság belső munkatársa (1968–74), a napilapnál töltött idő ugyancsak nyomot hagyott írásművészetén: itt alakult ki szabadvers-igényű, inkább sejtető, mint kifejtő-részletező, a szabványpublicisztikán, hírfejműfajon túlmutató rövid prózája, melyben az élet és természet örök dolgait s a változó emberi világot költői beleérzéssel rögzítette. 1974-ben a Napsugár szerkesztője; a gyermekköltészetre új munkahelye irányította rá figyelmét.
Első versét az Utunkban közölte, első kötete (A vályúfaragó) a Forrás könyvsorozatban jelent meg 1965-ben, a kezdeti költői lépéseit egyengető Salamon László előszavával. Indulására a pályatársak közül sokan felfigyeltek (Szilágyi Domokos, Bálint Tibor, Páskándi Géza, Szász János, Pusztai János). Az erdélyi tájköltészet legjobb hagyományait folytatva, nem a pittoreszk elemek megragadására törekedett, hanem a mélyen átélt lírai pillanatot fejezi ki kevés eszközzel, olykor szinte eszköztelenül. A leírás helyét a lírai megnevezés veszi át, ember és táj, környezet egyetlen tárggyá (verstárggyá) olvad össze. A konkrét helyzetet (vershelyzetet) egyetemessé, egy munkafolyamat bemutatását létfilozófiai töprengéssé tudja átminősíteni (Tavasz felé). Költészete látványos fordulatok nélkül haladt a mind teljesebb önmegismerés felé. Lírai elmélyülésének egy-egy új állomása a Sarkos szavak (1969) és a Helyzetdalok (1981) c. verseskötete. Ez utóbbinak kiemelkedő darabja az Ágotának 1979-ből c. ciklus, a beteg ember kiszolgáltatottságának, élet- és szerelemvágyának tárgyiasan pontos és mégis átlényegített kifejezése.
Prózája erősen önéletrajzi ihletésű. A lírai hangulatok érzékletes, lélektanilag hiteles megragadására összpontosított akkor is, amikor kisregényt írt: a cselekményt ennek rendelte alá (Rondó. Finta Edit rézmetszeteivel, Kolozsvár, 1972; Egyetemben tanácskoztak ellenem... 1980, közli Levelek itthonról haza c. 1983-as kötete).
Románul Tudor Balteș fordításában a Tineri poeți maghiari din România c. antológia (1979) közölte több versét.

## Művei
- A vályúfaragó. Versek; Irodalmi, Bukarest, 1965
- Fénycsíkok nyomában. Kisregény; Irodalmi, Bukarest, 1967
- Sarkos szavak. Versek; Irodalmi, Bukarest, 1969
- Rondó. Kisregény; Dacia, Kolozsvár, 1972
- Városaim. Lírai emlékezések; Dacia, Kolozsvár, 1974
- Felleg alatt. Versek; Kriterion, Bukarest, 1977
- Rád olvasom. Versek; Dacia, Kolozsvár-Napoca, 1978
- Alma, szilva, császárkörte...; Creangă, Bukarest, 1980
- Helyzetdalok. Versek; Kriterion, Bukarest, 1981
- Levelek itthonról haza. Jegyzetek; Dacia, Kolozsvár-Napoca, 1983
- A tél szeme. Versek gyermekeknek; Creanga, Bukarest, 1984
- Csöndes, szép vidék ez... Versek; Dacia, Kolozsvár-Napoca, 1986
- Szerencsefűvel... 113 vers; Xénia, Bp., 1997
- Hazajáró lélek; Jövendő, Bp., 2001